# أوليفر رولاند
أوليفر رولاند (بالإنجليزية: Oliver Rowland)‏ هو سائق سيارة سباق بريطاني، ولد في 10 أغسطس 1992 في شفيلد في المملكة المتحدة.

## وصلات خارجية
- الموقع الرسمي
- أوليفر رولاند على موقع DriverDB.com (الإنجليزية)